# Planta (famiglia)
I Planta sono una famiglia aristocratica svizzera originaria dell'alta Engadina, dal 1139 ministeriales del principe vescovo di Coira nonché dal 1367 tra i fondatori della Lega Caddea. Le sedi ancestrali della famiglia erano situate a Zuoz, Samedan e Coira. 

## Storia
Secondo quanto riportato nella Cronaca di Fortunat Sprecher, un certo Conrad Planta ricevette i diritti sull'alta Engadina dal vescovo di Coira nel 1139. È possibile che il Planta amministrasse Zuoz per conto del vescovo. Nel 1244 viene menzionato quale membro della famiglia un certo Andreas da Zuoz. A quell'epoca risale la casatorre dei Planta, residenza fortificata della famiglia, situata a Zuoz. A partire da strutture di origine medievale vennero edificate rispettivamente nel XVI e nel XVIII secolo le residenze di famiglia Obere Plantahaus e Untere Planthaus presenti nel medesimo centro abitato. 

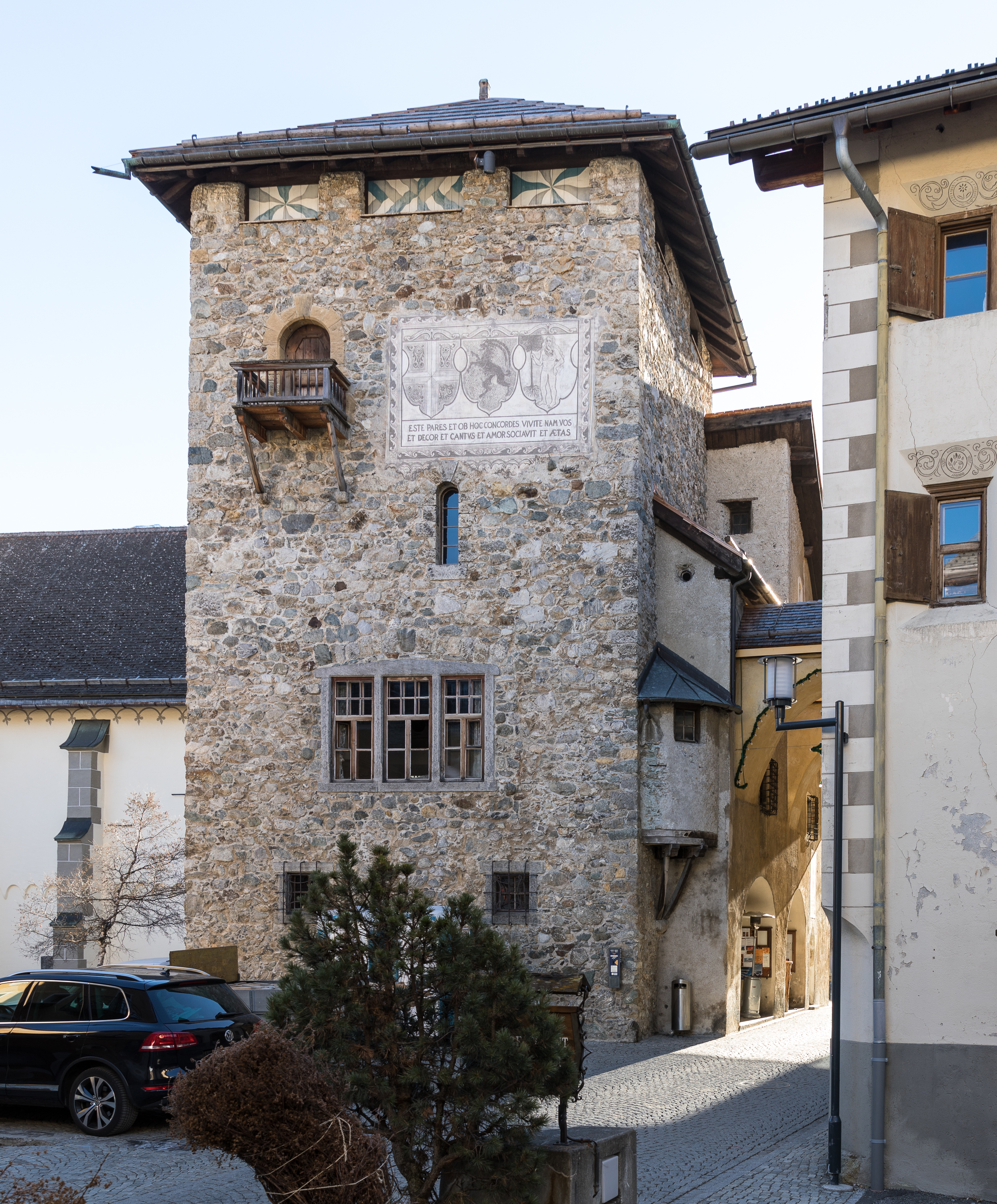
La casatorre dei Planta a Zuoz, nota localmente con il nome di Tuor Planta (in romancio) o Plantaturm (in tedesco).

A partire dalla metà del XIII secolo i Planta divennero la famiglia più potente dell'alta Engadina; dal 1288 sino agli inizi del XVI secolo essi controllarono la bassa giurisdizione nell'area. Nel 1295 il vescovo Berthold von Heiligenberg investì Andreas II della carica di landamano dell'Alta Engadina, concedendogli inoltre i diritti sulle miniere e l'esenzione perpetua dal pagamento del laudemio; tali privilegi costituirono le basi della successiva ascesa politica della famiglia. Dal 1317 la famiglia ottenne la titolarità dei diritti sulle miniere della bassa Engadina, in qualità di vassalli dei conti del Tirolo. Sul finire del XIV secolo i Planta detenevano anche i diritti sulle miniere della Münstertal e probabilmente della Val Poschiavo. 
A partire dagli inizi del XIV secolo sono attestati legami matrimoniali con famiglie patrizie del vescovado di Coira, nonché con famiglie di rango ministeriale del Tirolo meridionale e della Valtellina. I Planta erano titolari di feudi vescovili nell'alta Engadina (tra cui il castello di Guardaval) e nella Val Bregaglia (tra cui la Senvelenturm e il castello di Castelmur); i loro possedimenti si estesero nel XIV secolo nella bassa Engadina (castello Wildenberg a Zernez) e nella Val Poschiavo. Nel 1367, Thomas Planta partecipò alla firma del trattato tra i rappresentanti degli Stati e il principe vescovo di Coira. Nel XIV e nel XV i Planta ebbero un ruolo di rilievo nella creazione della Lega Caddea e della Repubblica delle Tre Leghe. A partire dalla fine del XIV secolo troviamo esponenti dei Planta nelle magistrature della bassa Engadina; continuava inoltre l'epsansione territoriale della famiglia nella Val Venosta (castello di Thurnstein), nella Valle dell'Albula, nella Val Bregaglia, nella Val Poschiavo, nella Val Domigliasca e a Coira. Nel 1407 Rudolf Planta venne ammesso nel capitolo della cattedrale di Coira. Un altro esponente della famiglia, Thomas Planta, venne nominato vescovo di Coira, ricoprendo tale posizione dal 1549 al 1565.
Nel XV secolo i Planta potevano essere annoverati tra le famiglie più influenti del vescovado di Coira. Le miniere da essi controllate costituivano le basi del loro potere economico. Dopo la metà del XV secolo i Planta instaurarono un rapporto privilegiato con il monastero benedettino di San Giovanni di Müstair; diverse badesse di tale istituzione provennero dalla famiglia Planta fino al XVIII secolo. Il ramo dei Planta di Zernez aderì invece alla fede riformata sin dall'introduzione di tale confessione nella Repubblica delle Tre Leghe. In seguito all'abolizione del dominio temporale dei principi vescovi di Coira stipulato dagli articoli di Ilanz del 1524 (estesi alle Tre Leghe nel 1526) i Planta divennero, accanto ai Salis la famiglia più potente della regione. In seguito alla conquista della Valtellina da parte della federazione nel 1512 le due famiglie si spartirono le più importanti magistrature locali. 

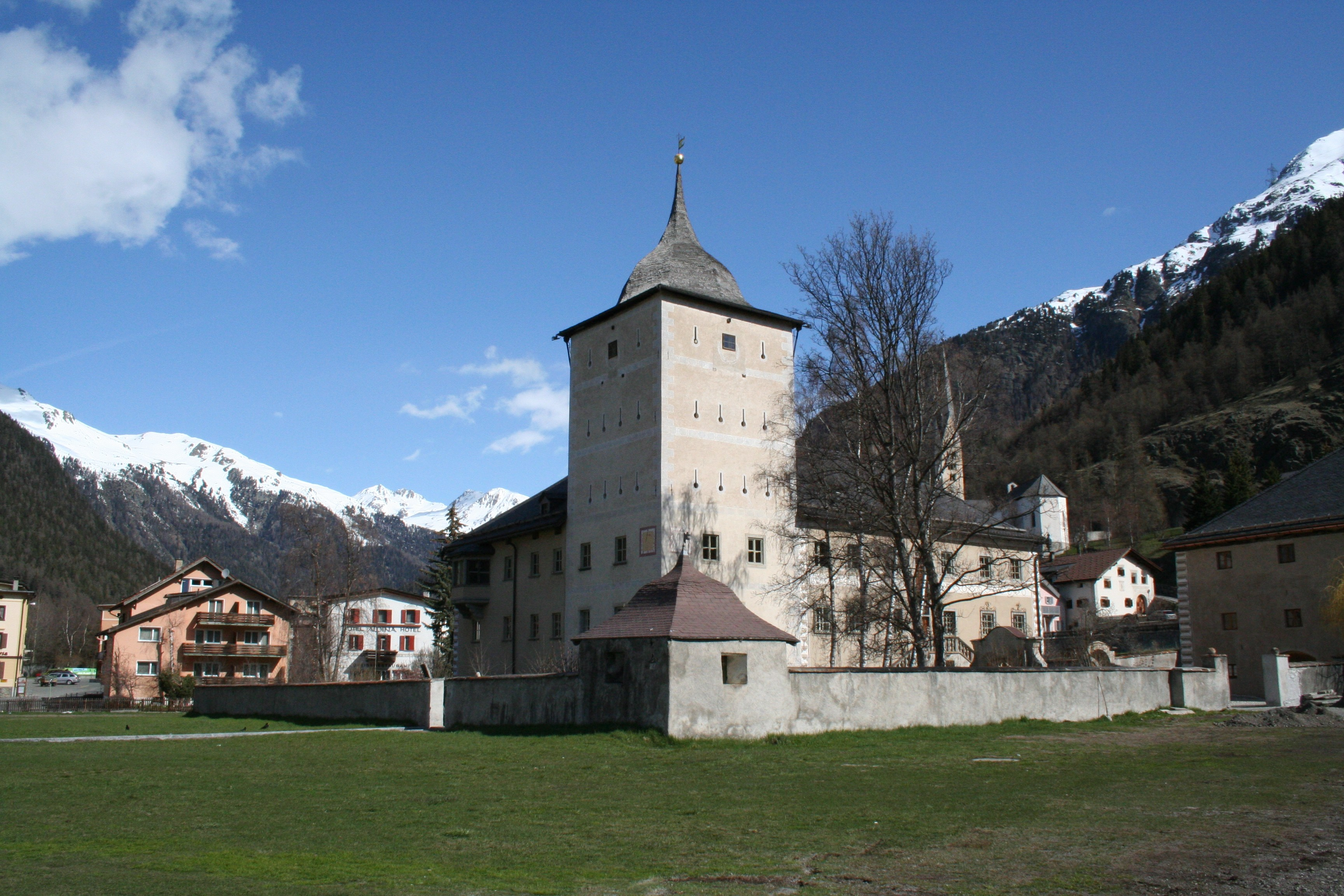
Il castello Planta-Wildenberg, dal 1302 al 1850 sede principale della famiglia.

Alla metà del XVI i Planta di Wildenberg acquisirono la signoria di Rhäzüns quale feudo pignoratizio degli Asburgo; sul finire del secolo ampliarono in maniera significativa il locale castello. Durante i torbidi grigionesi esponenti dei Planta ricoprirono posizioni di rilievo in entrambi gli schieramenti in lotta, sebbene il ramo riformato della famiglia appoggiasse in prevalenza il partito franco-veneziano, mentre i fratelli Rudolf e Pompejus von Planta, convertitisi al cattolicesimo appoggiarono il partito asburgico ispano-austriaco. In seguito diversi membri della famiglia ricoprirono incarichi in eserciti stranieri. Nel XVIII secolo i Planta erano ancora filo austriaci, in opposizione alla crescente dominanza dei Salis. Gaudenz Planta von Samaden (1757-1834) e altri membri della famiglia appoggiarono la fazione filo francese agli inizi del XIX secolo. Nel 1798 la famiglia perse i suoi privilegi nell'alta Engadina. Nel 1805 la linea principale dei Planta-Wildenberg di Zernez si estinse. Peter Conradin von Planta vendette il castello di Wildenberg dopo il 1850.

## Rami della famiglia
La famiglia si divise in sei linee:
- la linea di Zuoz, feudatari del villaggio omonimo, in seguito propagatasi nella Val Domigliasca, a Chur, a Malans e a Basilea.
- la linea di Wildenberg, così chiamata dalla loro sede ancestrale, il castello di Wildenberg a Zernez; in seguito acquistarono il castello di Steinsberg ad Ardez intorno al 1350, trasferendosi a Guarda e nella Val Domigliasca, poi a Zurigo.
- la linea di Susch; trasferitasi a Basilea.
- la linea di Chur.
- la linea di Valence, passata da Ilanz alla Francia e in seguito nel Regno Unito.
- la linea di Samedan.